# Lluita grega

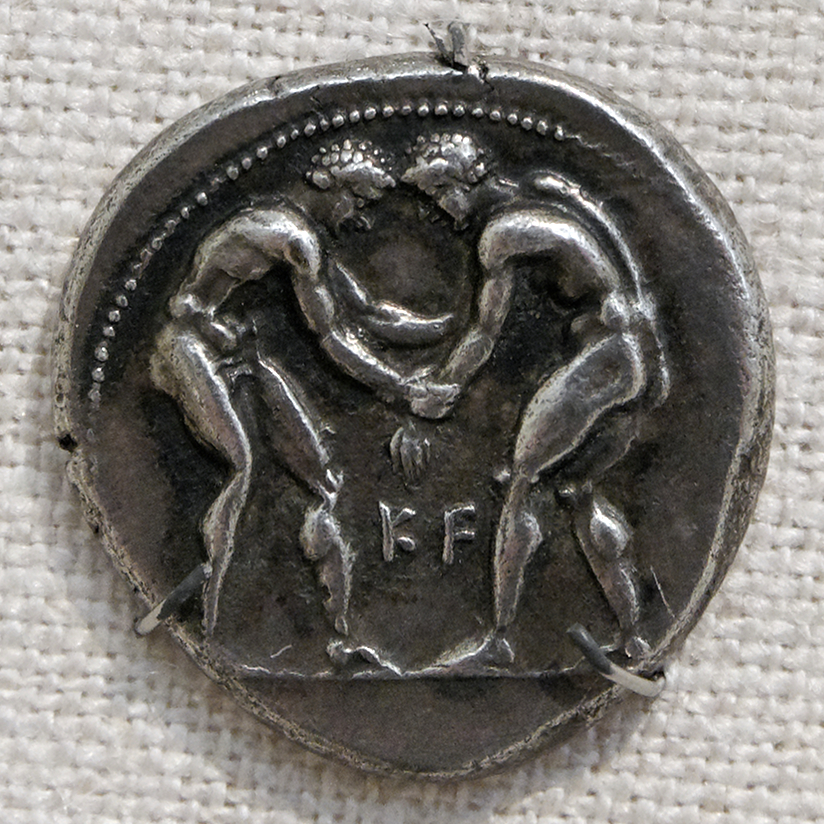
Moneda del amb la imatge de dos lluitadors.

La lluita grega o pálē (grec: πάλη) era un esport de lluita formava part del programa dels antics Jocs Olímpics i els altres Jocs Panhelènics. Un lluitador s'anotava un punt quan el seu rival tocava amb l'esquena a terra, el maluc o l'espatlla. Amb tres punts es guanyava el combat. També es podia guanya per rendició del rival després d'una immobilització o si aquest era tret de la zona de lluita.
Aquesta fou la primera competició inclosa als Jocs Olímpics que no consistia en una cursa a peu. Fou inclosa el 708 aC.